# 圧縮空気
圧縮空気（あっしゅくくうき、英: compressed air）とは加圧することにより体積を縮小させた空気である。圧搾空気（あっさくくうき）ともいう。圧縮された空気の圧力と大気圧の差により発生する力を利用して鉄道車両のドアなどの自動開閉装置や空気ブレーキ、原動機、エアブラシなどに利用されている。これらの圧縮空気を原動力とした機械を空圧機械と呼ぶ。また液体や粉末の散布、ばら積み貨物の荷役などに広く利用されている。

## 生成方法

### 機械式
圧縮機を使用して圧縮空気を生成する方法。圧縮機の動力には電気モーターまたは内燃機関等が使用される。工場などで据え置きの場合には運用コストが安い電動モーターが多く使われる。化学消防車等、野外で粉末を散布するような用途には内燃機関が使用される。また化学プラント等の、停電時でも動作する必要がある装置装置を制御する空圧機械に使用する場合にも内燃機関が使用される。

### 手動式
人力で圧縮機または空気ポンプを動作させて、圧縮空気を生成する方法。手で動作させる方法と足踏み式がある。農業などで使用する小型の粉末や液体を散布する装置や玩具等で使用される。

## 供給方法

### 組み込み方式
圧縮空気を必要とする装置の内部に圧縮機を組み込む方式。

### 配管方式
金属製のパイプ及びゴムホース等を利用して圧縮空気を供給する方法。大きな出力や精密な制御を必要としない複数の装置の動力源として圧縮空気を使用すると、圧縮機が一つで済むため運用コストが安くなる。工場で広く使用されている。

### カートリッジ方式
圧縮空気をカートリッジや小型のタンクに閉じこめて供給する方法。ダイビングや空気銃などに使用される。殺虫剤や化粧品などに使用されるスプレー缶のほとんどはエアロゾルを利用したものであり、圧縮空気とは異なる。

## 圧縮空気の応用

### 工業用
動力用
漏電や放電などが火災及び爆発などの災害を引き起こす可能性が高い工場において、電気を利用した動力の代わりに使用される。また食品加工などの工場において大量の水を使用する行程では簡易な防水で済む空圧機械が使用される場合が多い。
補助動力用
工場の生産機械等において二点間を単純往復するような機構が多く使われるが、それらの動力源として電磁弁とエアシリンダーの方がモーター等他の動力源よりも機構が簡単になるため多く用いられている。また圧縮空気を吹きかけることにより加工物等を移動させる機構が用いられることもある。
洗浄用
空気を吹き付けて、ゴミなどの不要な付着物を除去するために圧縮空気が使用される。

### 医療用
歯科において歯を削るドリルの動力源として使用されている。

### 交通機関
鉄道車両、及びトラックやバス等の中型・大型自動車におけるブレーキの動力源として使用されているほか、2000年代以後から圧縮空気車の試作がいくつかの会社で行われている。

### その他
- 無火機関車の動力の一つとして用いられている。
- 遊園地のアトラクションの動力として用いられている物がある。
  - 富士急ハイランド - ド・ドドンパ、レッドタワー
  - さがみ湖リゾート プレジャーフォレスト - 大空天国
  - よみうりランド - クレージーヒューストン
  - ナガシマスパーランド他 - スペースショット
- 蒸気機関車を動態保存するための動力源に圧縮空気が用いられている箇所がある。（動態保存中の蒸気機関車の項を参照）
- 転覆した船舶の復元、転覆した船内に閉じ込められた者の救助のために使用されることがある[1]。

### 圧縮空気の品質 ISO8573-1
圧縮空気の品質、すなわち清浄度については様々な規格が存在するが、一般的にはISO8573-1 (JIS B 8392-1) が適用される。
圧縮空気中の主要な汚染物質は、①固体粒子・②水・③オイルの3種類で、これらの「清浄等級」が規定されており、
- ①固体粒子は、粒子サイズ0.1 - 5 μmの、それぞれの単位体積中の最大粒子数
- ②水は、液体と蒸気の両方で圧力露点 ℃
- ③油は、エアロゾル (aerosol) と蒸気の両方で、単位体積中の総濃度 (mg/m3)

で等級分けされている。
ガス状汚染物質や微生物汚染物質の等級はこの規格では規定されていないが、微生物（細菌・酵母及び真菌、microbiological contaminants）は、試験規格ISO 8573-7(JIS B 8392-7)による単位体積あたりのコロニー個数を意味するCFU (Colony Forming Unit)が示されている。ただしこの規格は、呼吸用・医療用・食品及び飲料製造用の空気には適用されない。あくまで一般の工業用圧縮空気に適用されるものである。

## 参考資料
- 日本国語大辞典 (小学館)
- 大辞泉 (小学館)